# Kabisa
Kabisa ist eine irakische Stadt in der Provinz al-Anbar.
Die Stadt liegt am Ufer des Euphrats. Am 4. Oktober 2014 wurde Kabisa von der Terrororganisation Islamischer Staat eingenommen. Am 25. März 2016 wurde die Stadt von den Irakischen Streitkräften zurückerobert.